# Kande (Sprache)
Kande (auch Kanda und Okande) ist eine Bantusprache und wird von circa 1000 Angehörigen der Okandé in Gabun gesprochen (Zensus 1990).
Sie ist westlich von Booué in der Provinz Ogooué-Ivindo verbreitet.
Kande gilt als bedrohte Sprache.

## Klassifikation
Kande ist eine Nordwest-Bantusprache und gehört zur Tsogo-Gruppe, die als Guthrie-Zone B30 klassifiziert wird.